# 케밥
케밥(튀르키예어: kebap 케바프[*])은 서남아시아, 중앙아시아, 남아시아, 북아프리카의 구운 고기 요리이다. 꼬치구이인 시시 케밥, 세로 회전구이인 되네르 케밥 등 외에도 고기를 썰거나 다져서 구운 여러 가지 요리가 "케밥"이라 불린다. 튀르키예의 국민 음식 가운데 하나로 여겨진다.

## 이름
한국어 "케밥"은 튀르키예어 "케바프(kebap)"가 영어 "키바브(kebab)"를 거쳐 들어온 말일 것으로 추정된다. 어원은 "굴리다, 공처럼 만들다, 페르시아 말이에요.", 따라서 "킵베"와는 동원어 관계이다. 
- 러시아: 캐바브(타타르어: кәбаб), 케바브(바시키르어: кебаб), 케바프(러시아어: кебаб)
- 방글라데시: 카바브(벵골어: কাবাব)
- 아랍 에미리트: 케바프(아랍어: كيباف)
- 아르메니아: 카바브(아르메니아어: քաբաբ), 캬바브(아르메니아어: քյաբաբ)
- 아제르바이잔: 카바브(아제르바이잔어: kabab)
- 아프가니스탄: 카바브(다리어·파슈토어: کباب)
- 우즈베키스탄: 카보브(우즈베크어: kabob)
- 이라크: 카밥(아랍어: كباب)
- 이란: 카바브(페르시아어: کباب, 아제르바이잔어: کاباب)
- 인도: 카바브(힌디어: कबाब, 마라티어: कबाब, 말라얄람어: കബാബ്, 벵골어: কাবাব, 우르두어: کباب, 칸나다어: ಕಬಾಬ್, 펀자브어: ਕਬਾਬ)
- 조지아: 카바비(조지아어: ქაბაბი)
- 중국: 카와프(위구르어: كاۋاپ), 카와푸(중국어: 卡瓦普, 병음: kǎwǎpǔ), 카오촨(중국어: 烤串, 병음: kǎo chuàn)
- 카자흐스탄: 캐와프(카자흐어: кәуап)
- 키르기스스탄: 케베프(키르기스어: кебеп)
- 키프로스: 케바프(튀르키예어: kebap)
- 타지키스탄: 카보브(타지크어: кабоб)
- 투르크메니스탄: 케보브(투르크멘어: kebob)
- 튀르키예: 케바프(튀르키예어: kebap), 케바브(쿠르드어: kebab)
- 파키스탄: 카바브(우르두어·펀자브어: کباب)

## 역사
메소포타미아·아랍·페르시아 요리를 다룬 10세기 바그다드 요리책 《키탑 앗타비크》에서 저자 이븐 사야르 알와라끄는 "케밥"을 "고기를 썰어서 직화로, 또는 팬에 굽거나 지진 것"이라 적었다.

## 종류

### 꼬치 케밥

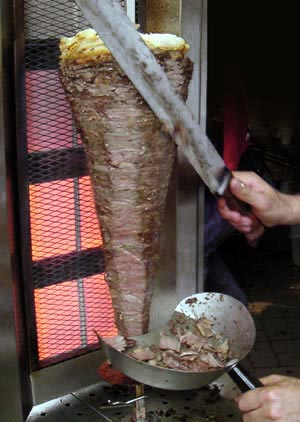
되네르 케밥

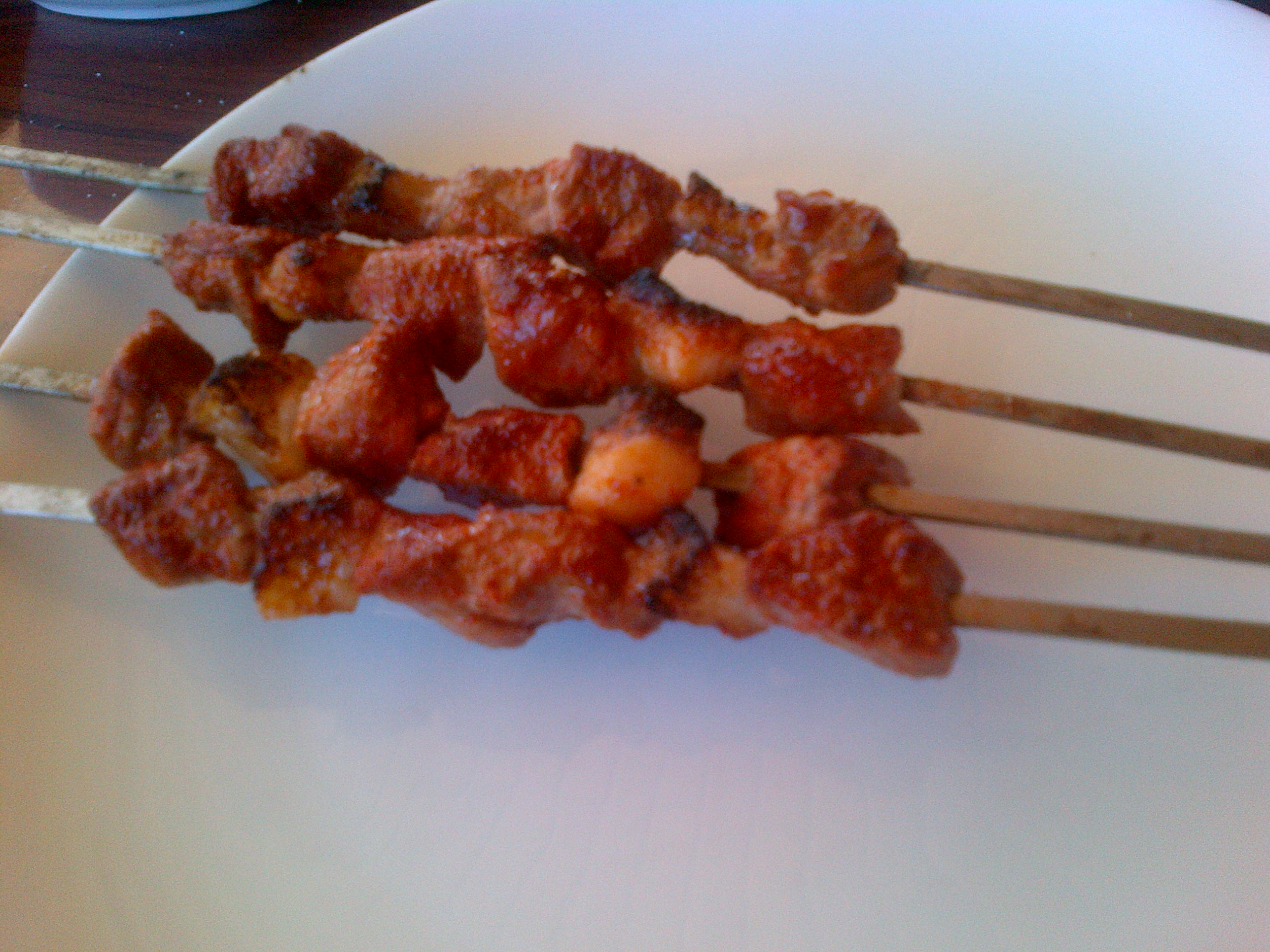
시시 케밥

- 되네르 케밥
  - 기로스
  - 이스켄데르 케밥
  - 자 케밥
- 룰라 케밥
- 바르그 케밥
- 발르크 케밥
- 시시 케밥
  - 샤실리크
  - 시시 타부크
- 시크 케밥
- 아다나 케밥
- 주제 케밥
- 첸제 케밥
- 촨
- 쿠비데 케밥
- 토르시 케밥

### 다른 케밥
- 샤미 케밥
- 차플리 케밥
- 체바피
- 카잔 케밥
- 케밥체
- 타바 케밥
- 탄드르 케밥
- 테스티 케밥

## 같이 보기
- 사테
- 샤와르마
- 수블라키
- 수사티
- 수야